# Alfons Haagdoren
Alfons "Fons" Haagdoren (Lommel, 1 juni 1943) is een gewezen Belgische voetballer en voetbalcoach.
Hij is de vader van gewezen voetballer Philip Haagdoren.

## Carrière
Fons Haagdoren begon zijn carrière eind jaren 1950 bij de Limburgse derdeklasser VV Overpelt-Fabriek. Na zes succesvolle jaren bij Overpelt zette de middenvelder een stap hogerop. Hij verhuisde in 1965 naar de hoofdstad en sloot zich aan bij eersteklasser Racing White, waar hij in de loop der jaren een ploegmaat werd van onder meer Robert Waseige, Jean Dockx en Pummy Bergholtz. In 1967 verzamelde Haagdoren zijn eerste en laatste A-Cap voor de Belgische nationale ploeg. Twee jaar later bereikte hij met Racing White de finale van de Beker van België, maar verloor daarin met 2-0 van Lierse SK.
Na opnieuw zes seizoenen keerde Haagdoren terug naar Limburg. De middenvelder belandde bij Sint-Truiden VV, dat onder leiding van trainer Marcel Vercammen in 1974 naar Tweede Klasse degradeerde. STVV kon zich niet meteen terug naar Eerste Klasse knokken en dus keerde Haagdoren niet meer terug op het hoogste niveau. De Limburger bleef tot 1977 in Sint-Truiden.Hij speelde 258 wedstrijden in eerste klasse en scoorde 42 doelpunten.
Hij speelde nadien nog in eigen streek bij eerste provinacialer Lommel SK, waar hij samen met Luc Beyens, Jim Steensels en de talentvolle Jan Thomas meteen promoveerde naar Vierde Klasse. In 1981 hing hij de schoenen aan de haak en een jaar later werd hij trainer bij dit team.